# Suga
Suga, także Agust D (kor. 슈가; ur. 9 marca 1993 w Daegu), właśc. Min Yoon-gi (kor. 민윤기) – południowokoreański raper, tekściarz i producent muzyczny. Jest członkiem boysbandu BTS należącego do wytwórni Big Hit Entertainment. W 2016 roku wydał swój pierwszy solowy mixtape Agust D, natomiast w 2023 pojawił się jego debiutancki album zatytułowany D-DAY.

## Życiorys
Min Yoon-gi urodził się 9 marca 1993 roku w Daegu, w Korei Południowej. Młodszy z dwóch synów, uczęszczał do Taejeon Elementary School, Gwaneum Middle School i Apgujeong High School. W wieku 13 lat zaczął pisać teksty muzyczne i uczyć się o MIDI. W wieku 17 lat pracował w studiu nagraniowym. Od tego czasu zaczął komponować muzykę, rapować i występować. Przed swoim debiutem w BTS był undergroundowym raperem, występował pod pseudonimem „Gloss”. W 2010 roku, jako członek grupy hip-hopowej D-Town, wydał piosenkę zatytułowaną „518-062” w celu upamiętnienia powstania w Gwangju.

## Kariera

### BTS
Pseudonim sceniczny artysty, Suga (슈가), wywodzi się z pierwszych sylab pozycji rzucającego obrońcy (슈팅 가드), na której grał w koszykówkę jako uczeń. Przez wiele lat trenował z członkami zespołu J-Hope’em i RM-em, zadebiutował jako członek zespołu BTS w programie M Countdown stacji Mnet z utworem „No More Dream” z ich debiutanckiego singla fizycznego 2 Cool 4 Skool. Napisał teksty różnych utworów we wszystkich albumach BTS.

### Praca solowa
Suga przyjął pseudonim Agust D w 2016 roku, pseudonim pochodzi od inicjałów „DT” (skrót od jego miejsca narodzin: „Daegu Town”) oraz „Suga” zapisanych od tyłu. 15 sierpnia wydał darmowy mixtape Agust D przez SoundCloud. Na nagraniu omówił takie sprawy jak jego walka z depresją i fobią społeczną. Fuse TV oceniło wydawnictwo jako jeden z dwudziestu najlepszych mixtapów z 2016 roku.
W 2017 roku Suga po raz pierwszy skomponował piosenkę „Wine” dla piosenkarki Suran, z którą wcześniej współpracował przy produkcji singla na jego mixtapie. W 2017 roku został pełnoprawnym członkiem Korea Music Copyright Association.
22 maja 2020 roku ukazał się jego drugi mixtape pt. D-2 przez SoundCloud, wraz z teledyskiem do „Daechwita” (kor. 대취타).
21 kwietnia 2023 roku premierę miał trzeci album artysty, pt. D-Day, oraz promujący płytę teledysk do piosenki „Haegeum”. Płyta zawierała w sumie 10 utworów i była ostatnią częścią trylogii Agust D.
Suga został pierwszym członkiem BTS, który wyruszył w solową trasę koncertową Agust D Tour. Trasa rozpoczęła się 26 kwietnia w Belmont w stanie Nowy Jork i zakończyła się 6 sierpnia 2023 roku w Seulu w Korei Południowej.

## Dyskografia

### Mixtape
- Agust D (15.08.2016)
- D-2 (22.05.2020)
- D-Day[17] (21.04.2023)

### Piosenki
| Rok  | Tytuł                                             | Album                 |
| ---- | ------------------------------------------------- | --------------------- |
| 2012 | „All I Do Is Win”                                 | –                     |
| 2013 | „Dream Money”                                     | –                     |
| 2013 | „Adult Child” (z RM i Jinem)                      | –                     |
| 2013 | „It Doesn't Matter” (kor. 싸이하누월 Ssaihanuwol) | –                     |
| 2016 | „First Love”                                      | Wings                 |
| 2018 | „Seesaw”                                          | Love Yourself: Answer |
| 2018 | „Ddaeng” (땡 (Ddaeng)) (z RM i J-Hope)            | –                     |
| 2020 | „Interlude: Shadow”                               | Map of the Soul: 7    |

Featuring
- 2019: „Song Request” (kor. 신청곡 Sincheonggok) (Lee So-ra feat. Suga)
- 2019: „Suga's Interlude” (Halsey feat. Suga)
- 2020: „Eight” (kor. 에잇) (IU feat. Suga)
- 2020: „Blueberry Eyes” (MAX feat. Suga)
- 2021: „Girl of My Dreams” (Juice WRLD feat. Suga)
- 2022: „That that” (Psy feat. Suga)
- 2023: „Lilith” (Halsey feat. Suga)

## Nagrody
| Rok  | Ceremonia               | Kategoria          | Nagrodzony                                       | Wynik   |
| ---- | ----------------------- | ------------------ | ------------------------------------------------ | ------- |
| 2017 | Melon Music Awards      | Hot Trend          | Suran (piosenkarka) i Suga (producent) za „Wine” | Wygrana |
| 2019 | Mnet Asian Music Awards | Best Collaboration | „Song Request” (z Lee So-ra)                     | Wygrana |
| 2020 | Mnet Asian Music Awards | Best Collaboration | „Eight” (z IU)                                   | Wygrana |